# Estetica giapponese
L‘estetica giapponese è considerata una parte integrante della cultura nipponica e della vita quotidiana dei giapponesi. Sebbene questi ultimi abbiano avuto per molti secoli una grande produzione artistica, la disciplina filosofica corrispondente all'estetica occidentale non venne studiata sino alla fine del XIX secolo. L'estetica giapponese è quindi un insieme di ideali tradizionali, tutti nati prima che tale disciplina fosse istituita formalmente: mono no aware (il pathos delle cose), wabi (sommessa e austera bellezza), sabi (patina rustica), shibusa (che coniuga ruvidità e raffinatezza), yūgen (profondità misteriosa), iki (stile raffinato) e kire (taglio) sono alcuni di questi ideali, la maggior parte dei quali accomunati dalla nozione buddhista (in particolare Zen) della transitorietà ed evanescenza della vita.
A partire dal secondo dopoguerra altri ideali estetici hanno fatto la loro comparsa nel Paese nipponico, alcuni ispirati dalla stessa cultura giapponese e dalle sue numerose sub-culture (kawaii e superflat), altri invece influenzati dal periodo storico in cui essi sono comparsi (gutai).

## Radici culturali dell'estetica in Giappone
L'arte e l'estetica in Giappone si sono sviluppate in un modo unico a causa della sua particolare posizione geografica: il suo isolamento ha contribuito in parte a proteggere l'arcipelago nipponico delle invasione straniere e permesso agli allora regnanti di gestire i contatti con le altre nazioni. Durante i lunghi periodi di auto-isolamento (sakoku) le produzioni artistiche erano esclusivamente giapponesi; con l'apertura all'estero anche la cultura prettamente conservatrice del Giappone è stata influenzata dalle interazioni con le diverse culture. Tra queste l'ascendente maggiore lo ebbero la cultura cinese e la religione buddhista, attraverso la filosofia classica giapponese che vede la realtà di base in continuo cambiamento (無常?, mujō, letteralmente “impermanenza”); l'estetica giapponese ha tradizionalmente riflesso tale concetto, ed è talvolta descritta come bellezza che ricalca i Tre Segni dell'Esistenza della filosofia buddista: insoddisfazione, impersonalità, e cosa più importante in questo contesto, impermanenza.
Il concetto estetico primario al centro della cultura tradizionale giapponese è la ricerca del valore armonico in tutte le cose. La visione del mondo giapponese avviene attraverso la natura e riguarda la bellezza della semplicità studiata in armonia con la natura stessa; è in questo aspetto che l'estetica giapponese si distacca dall'estetica e dall'arte cinese, considerata dai giapponesi troppo grandiosa e appariscente.
Queste idee sono ancora espresse in ogni aspetto della vita quotidiana, benché a causa dei molti cambiamenti introdotti dall'occidentalizzazione della cultura giapponese alcuni ideali estetici sono stati rivisitati e reinterpretati attraverso i valori occidentali, sia dai giapponesi che dai non giapponesi. Pertanto, recenti interpretazioni degli ideali estetici riflettono inevitabilmente prospettive giudaico-cristiane e la filosofia occidentale.

## Concetti e ideali tradizionali

### Mono no aware

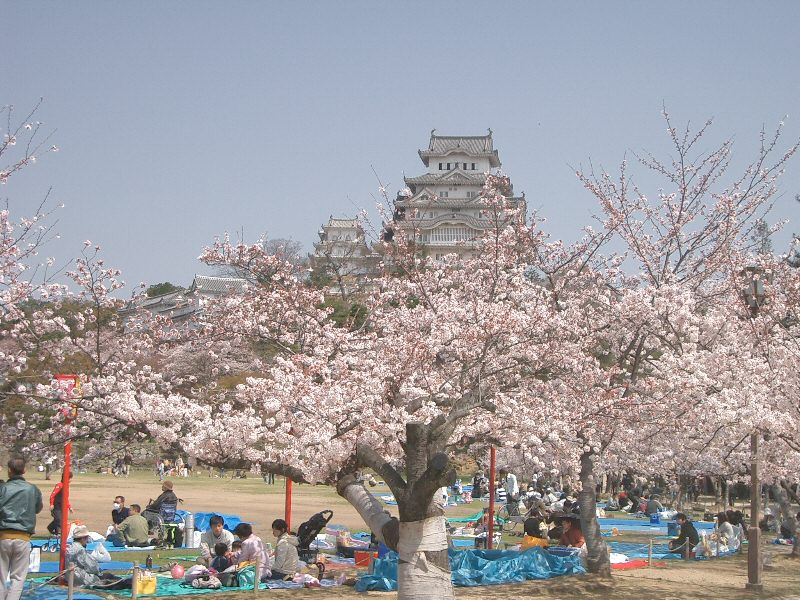
Lo hanami (l'ammirazione dei fiori) incarna lo spirito dello mono no aware nel Giappone moderno.

Il termine mono no aware (物の哀れ? “il pathos delle cose”) fu coniato dallo scrittore, erudito e intellettuale giapponese Motoori Norinaga nel XVIII secolo per descrivere l'essenza della cultura giapponese, e rimane tuttora il principale imperativo artistico per i giapponesi. La frase ha origine dalla parola aware che nel Giappone del periodo Heian significava “sentimento” o anche “tristezza”, e dalla parola mono che significa “cose”. Tale termine descrive la bellezza effimera delle cose che svaniscono, oltre a indicare attenzione e ammirazione per ciò che trascorre e mostra i segni del trascorrere del tempo e del suo fluire spontaneo nel corso irreversibile dei processi naturali, una visione estetica che porta nell'animo di chi li osserva e ne diviene cosciente una sensazione di malinconia e solitudine struggenti, e allo stesso tempo l'accettazione dello scorrere implacabile delle cose.
Successivamente mono no aware ha dato vita a un'idea di estetica che già era presente nell'arte, nella musica e nella poesia giapponese, probabilmente comparsa insieme all'introduzione del Buddismo Zen nel XII secolo; tale filosofia spirituale ha influenzato profondamente tutti gli aspetti della cultura nipponica, compresa l'arte e la religione.
Tale filosofia è incarnata, nel Giappone moderno, nell'amore tradizionale per i fiori di ciliegio (sakura). Tali fiori sono i più apprezzati dai giapponesi per la loro transitorietà, in quanto di solito cominciano a cadere entro una settimana da quando sbocciano. È proprio l'evanescenza della loro bellezza che evoca in chi guarda il sentimento malinconico di mono no aware.

### Wabi-sabi
Wabi-sabi (侘寂?) costituisce una visione del mondo giapponese, o estetica, fondata sull'accettazione della transitorietà e imperfezione delle cose. L'espressione deriva dalle due parole wabi e sabi. Le sue caratteristiche estetiche comprendono: asimmetria, asprezza, semplicità, modestia, intimità e suggestione di processi naturali. Da un punto di vista occidentale può essere visto come la «bellezza delle cose imperfette» venendo associato a caratteristiche fisiche quali imperfezione, rozzezza, età o alterazione, i quali tuttavia non sono né sufficienti né adeguati a spiegare l'essenza del concetto. Più che essere collegato a un elenco di caratteristiche fisiche, wabi-sabi è una profonda coscienza estetica che trascende l'aspetto esteriore.

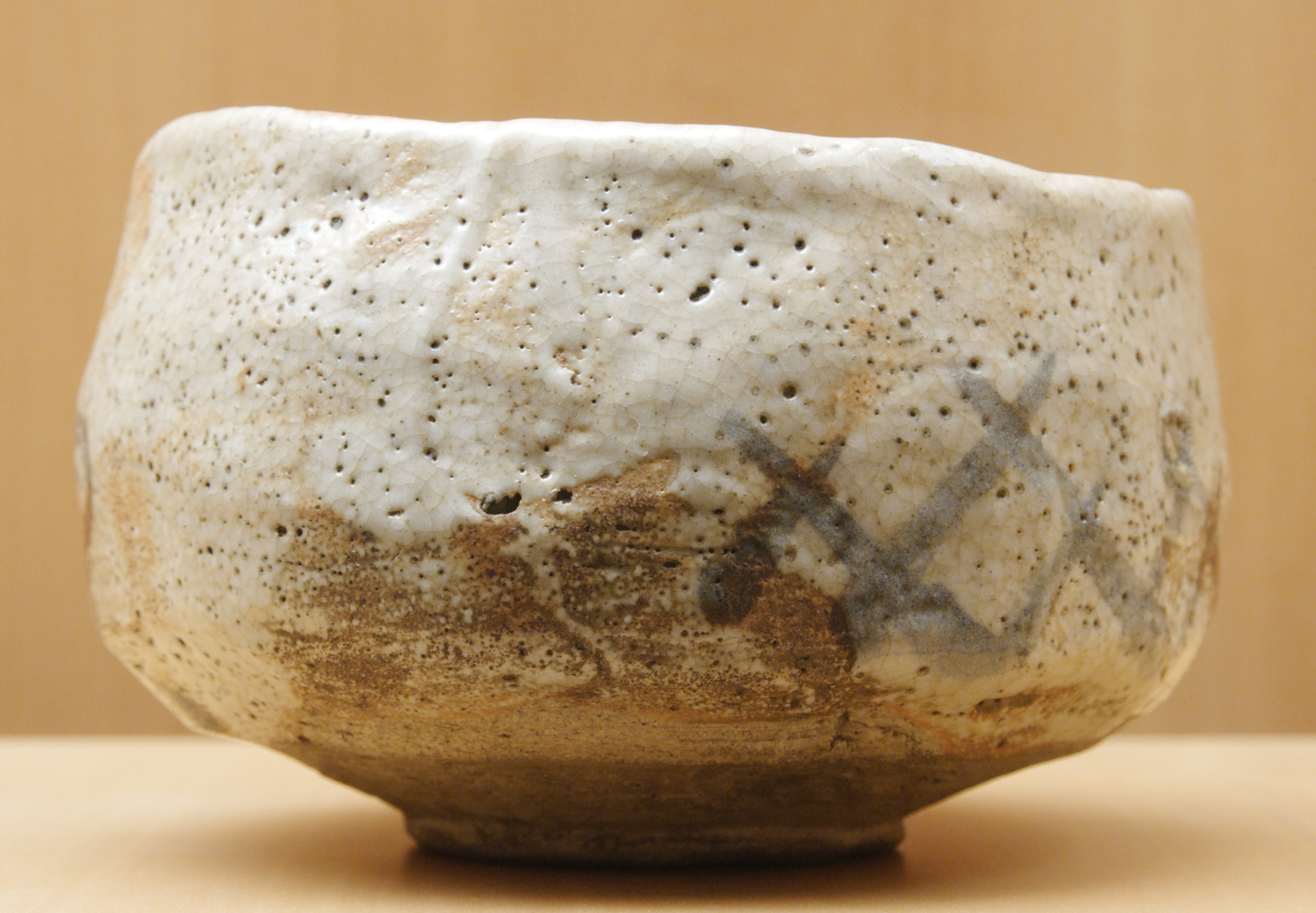
La semplicità e l'asimmetria degli utensili tipici della cerimonia del tè sono un esempio del concetto di wabi-sabi.

Il concetto di wabi (侘? “semplice e austera bellezza”) può essere spiegato come «un apprezzamento estetico della povertà», con quest'ultima intesa nel senso più romantico del termine, ovvero quale rimuovere il peso delle preoccupazioni materiali dalle proprie vite. L'estetica wabi, inoltre, volge la sua attenzione verso quegli utensili con piccole imperfezioni rispetto a quelli che apparentemente sono perfetti, e oggetti rotti o danneggiati, a patto che siano stati ben riparati, più di quelli integri. Il concetto della sottostimata bellezza del wabi è stato riconosciuto e apprezzato per la prima volta quando è stato espresso in poesia; il suo significato originale era “triste”, “desolato” e “solitario”, ma poeticamente è stato spesso utilizzato per descrivere qualcosa di semplice, immateriale, umile e in sintonia con la natura. La cerimonia del tè (cha no yu) esemplifica questo atteggiamento verso la vita nell'elegante semplicità della casa da tè e dei suoi utensili, che contraddicono l'idea che la bellezza comporti grandiosità e opulenza.
Originariamente la parola sabi (寂? “patina rustica”) significava “desolazione”, solo successivamente il termine acquisisce il senso di qualcosa che è invecchiata bene, stagionata, arrugginita o che abbia acquisito una patina che la rende bella; infine nel XIII secolo il significato di sabi si evolse fino a significare «trarre piacere dalle cose vecchie» ma pure quello di «tranquillità, isolamento e solitudine profonda». Alcuni esempi di sabi possono essere la superficie leggermente ossidata di una ciotola d'argento, il colore del legno stagionato, il ramo appassito di un ulivo e tutti quegli oggetti che portano il peso dei loro anni con dignità e grazia.

### Jo-ha-kyū
Jo-ha-kyū (序破急?) è un concetto di modulazione e di movimento applicato a una vasta gamma di arti tradizionali giapponesi. Il termine può essere tradotto in “introduzione, pausa, accelerazione”: ciò significa essenzialmente che tutte le azioni compiute dovrebbero iniziare lentamente, accelerare, per poi finire rapidamente. Questo concetto viene applicato agli elementi della cerimonia del tè giapponese, al kendō, al teatro tradizionale, al gagaku e alla tradizionale collaborazione tipica delle forme poetiche renga e renku.

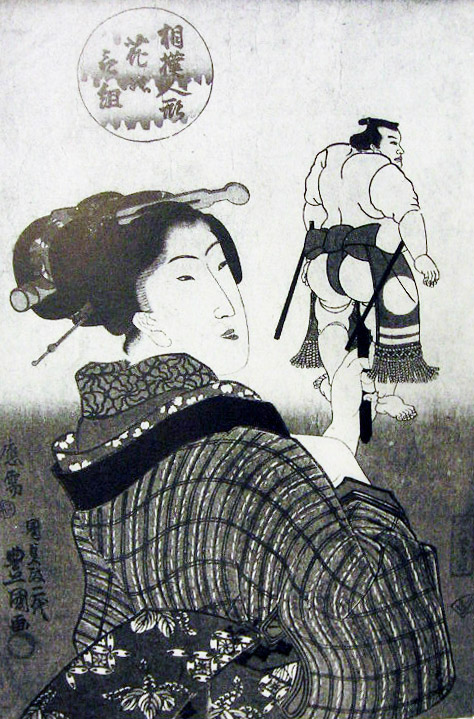
La musica del teatro bunraku era sovente scandita dal ritmo del jo-ha-kyū.

Applicato alla musica, il concetto di jo-ha-kyū trova il suo contesto estetico nel pensiero tradizionale giapponese fondato sull'annullamento del gioco di “contrasto” sia di intensità (dinamica) che di velocità (agogica) tipico del patrimonio musicale occidentale, il quale permette un'immediata comprensione a un orecchio occidentale, contrasto non presente nel patrimonio musicale giapponese, caratterizzato da un “ritmo continuo”. Questo “ritmo continuo”, unito alla quasi totale mancanza di emozionalità evidente, rende molto difficile a un orecchio occidentale la comprensione di tale musica. Il jo-ha-kyū punta all'eliminazione da tale contesto di ogni ricerca intellettuale in nome di una percezione del “ritmo continuo” più immediata, in cui jo crea una situazione drammatica che viene sostenuta e sviluppata in un crescendo lento sino ad arrivare allo ha e al kyū finale.
Il jo-ha-kyū era diffuso anche nel bugaku, antiche danze facenti parte del vasto repertorio gagaku, l'antica musica di corte o “musica continentale”, poiché importata nel VII secolo dalla Cina e successivamente elaborata sino alla cristallizzazione del repertorio avvenuto nel periodo Heian, divenendo la musica della nobiltà e della casa imperiale. Tuttavia la sua funzione all'interno di tale musica fu limitata, in quanto utilizzato come mera struttura ritmica senza la possibilità di essere paragonato a una vera funzione estetica, e con la sola funzione di precisare la modalità d'esecuzione di ogni brano. Il suo utilizzo predominante si ha invece nel teatro Nō, una delle maggiori tradizioni nel mondo del teatro giapponese, dove il jo-ha-kyū scandisce il ritmo dei vari livelli facenti parte del mugen nō, una delle due grandi classificazioni del Nō. Tale funzione si riscontra anche in altre due forme, il bunraku (il teatro dei burattini, la cui musica era caratterizzata da notevoli variazioni di tempo per poter adattare la narrazione ai movimenti di questi con molti passaggi declamati) e nelle suddette poesie in forma renga.

### Yūgen

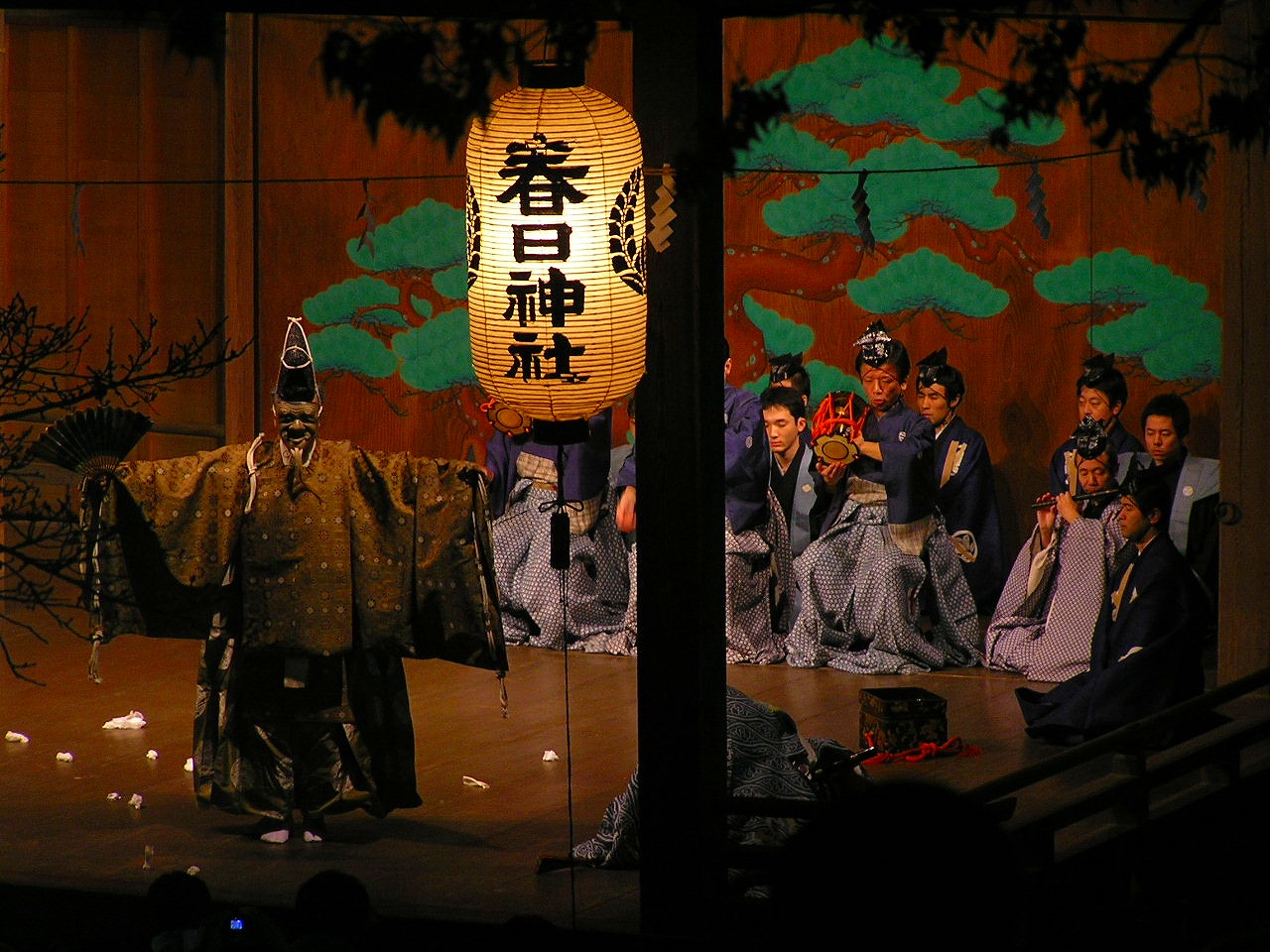
Il teatro Nō esemplifica il concetto di yūgen, in quanto i gesti e i movimenti di cui è composto vanno in contrasto con i movimenti naturali del corpo, al punto che gli interpreti necessitano di anni di disciplina per poterli padroneggiare appieno. Una volta acquisita tale spontaneità di movimenti si ha l'impressione, come nel caso della “grazia”, di qualcosa di “soprannaturale”.

Il concetto di yūgen (幽玄?) appare agli inizi del X secolo, non venendo tuttavia largamente utilizzato fino al periodo Kamakura. Può essere considerata la meno definibile tra le idee estetiche giapponesi, e la sua esatta definizione dipende dal contesto in cui viene usata. Benché il termine possa essere tradotto letteralmente come “leggermente scuro”, esso non serve solamente a descrivere il fascino delle cose in penombra di cui non si riesce a conoscere del tutto i limiti e i particolari, ma viene usato anche con senso più ampio, per indicare ciò che, essendo oscuro, è insondabile, misterioso e imperscrutabile. Difatti, un'altra definizione di yūgen implica nell'arte giapponese le capacità misteriose che non possono essere descritte a parole; il termine letterario “simbolismo” è considerato il più vicino al significato di questa parola giapponese.
Il teatro Nō è l'arte nella quale la nozione di yūgen ha avuto il ruolo più importante. L'attore e drammaturgo Zeami Motokiyo (1364-1444) è uno dei primi ad adottare e impiantare il concetto di yūgen, in questo caso inteso come “grazia profonda”, al teatro. Egli lo associa con la cultura più raffinata della nobiltà giapponese, e con il loro linguaggio in particolare, pensando che anche nel Nō vi sia “grazia della musica”, una “grazia di interpretazioni [di ruoli diversi]” e una “grazia della danza”. Inoltre Zeami descrive tale “grazia” come qualcosa che dà luogo a «quei momenti di sentimento che trascendono la cognizione e a un'arte che si trova al di là di qualsiasi livello, che l'artista può aver consapevolmente raggiunto». Perciò il teatro Nō si presta in particolare modo al concetto precedente di “indefinibile” (o anche “soprannaturale”), in quanto le sue forme di dizione, gesti, andature e movimenti di danza sono tutti altamente stilizzati ed estremamente innaturali: essi, insieme alla musica, invitano lo spettatore a partecipare alla creazione di una più profonda realtà spirituale. Inoltre, l'indossare una maschera e i testi impliciti contribuiscono alla libera interpretazione dell'opera da parte del pubblico.

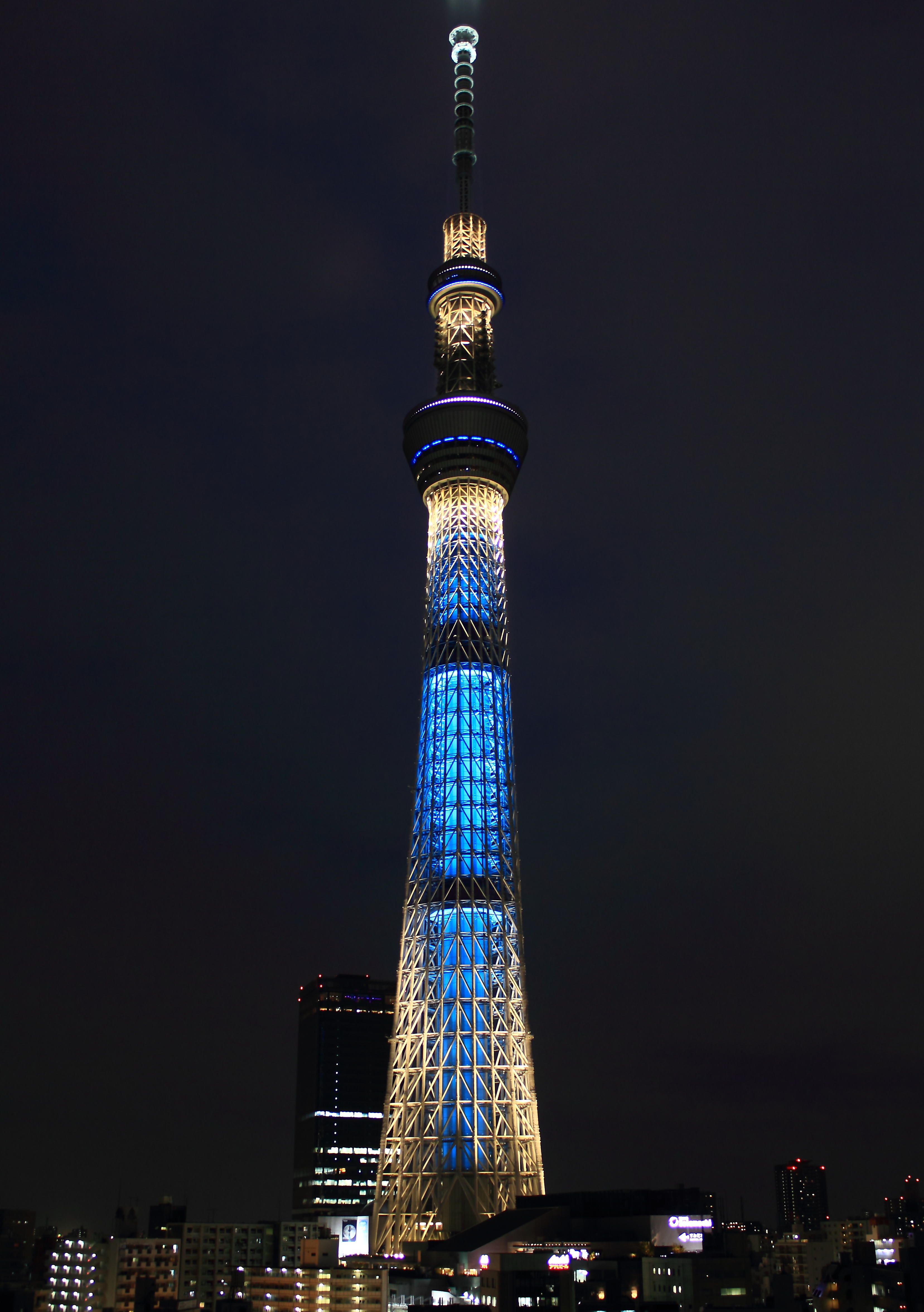
La Tokyo Sky Tree illuminata nella versione iki. Il concetto del design della torre, costruita nel 2012, si basa sugli ideali dell'estetica giapponese, in modo da coniugare passato e presente.

### Miyabi
Miyabi (雅?) è uno dei tradizionali ideali estetici giapponesi. In giapponese moderno, la parola è generalmente tradotta come “eleganza”, “raffinatezza” o “cortesia”. Il suo utilizzo risale al periodo Heian quando indicava la capacità di godere dei piaceri della quiete. Durante questo periodo i giapponesi riuscirono a rompere l'influenza della dominazione cinese culturale e sviluppare la loro cultura unica. Tuttavia, a causa della sempre più diffusa raffinatezza della società di corte Heian, la gamma di emozioni che potevano essere espresse in poesia, nella letteratura, nelle arti e mestieri divenne molto ridotta. Ne derivò un gusto per l'arte un po' artificiale, la moderazione e la correttezza in tutti i settori della vita vennero considerate le caratteristiche dell'essenza della raffinatezza, per cui si cercò di evitare tutto quello che poteva essere grezzo e brutto, oltre a rigettare anche il rustico, o la rugosità e l'imperfezione del mondo della natura.

### Iki
Il concetto di iki (いき?) apparve per la prima volta durante il periodo Edo, paragonabile all'analoga espressione cinese sui, la quale indicava “cose degne di particolare considerazione”. Il termine in giapponese moderno viene tradotto come “chic” o “elegante”, indicando al tempo stesso qualcosa di molto sensuale. All'inizio dell'Ottocento esso designava l'eleganza delle cortigiane, una sintesi di spontaneità e di artificio, in cui il filosofo e scrittore Shūzō Kuki vide affiorare tre elementi: una seduzione inquietante, una forza spirituale che mantiene distanti e una rinuncia ai giochi consueti dell'amore passionale. Moralmente si riferisce a una persona benestante ma non attaccata al denaro, interessata al piacere sessuale ma che non si lascia travolgere dal desiderio carnale. Il concetto di iki veniva per cui sovente rappresentato come quello di una donna dal corpo snello e dal viso affilato, vestita di abiti con motivi semplici e colori come il blu sommesso, il grigio, il verde o il marrone scuro. Il termine iki oggi non è molto diffuso; un termine simile ma più moderno è senren il quale significa “lucido” o “raffinato”. La principale differenza tra i concetti di iki e senren è che a quest'ultimo manca la connotazione erotica di iki.

### Shibusa

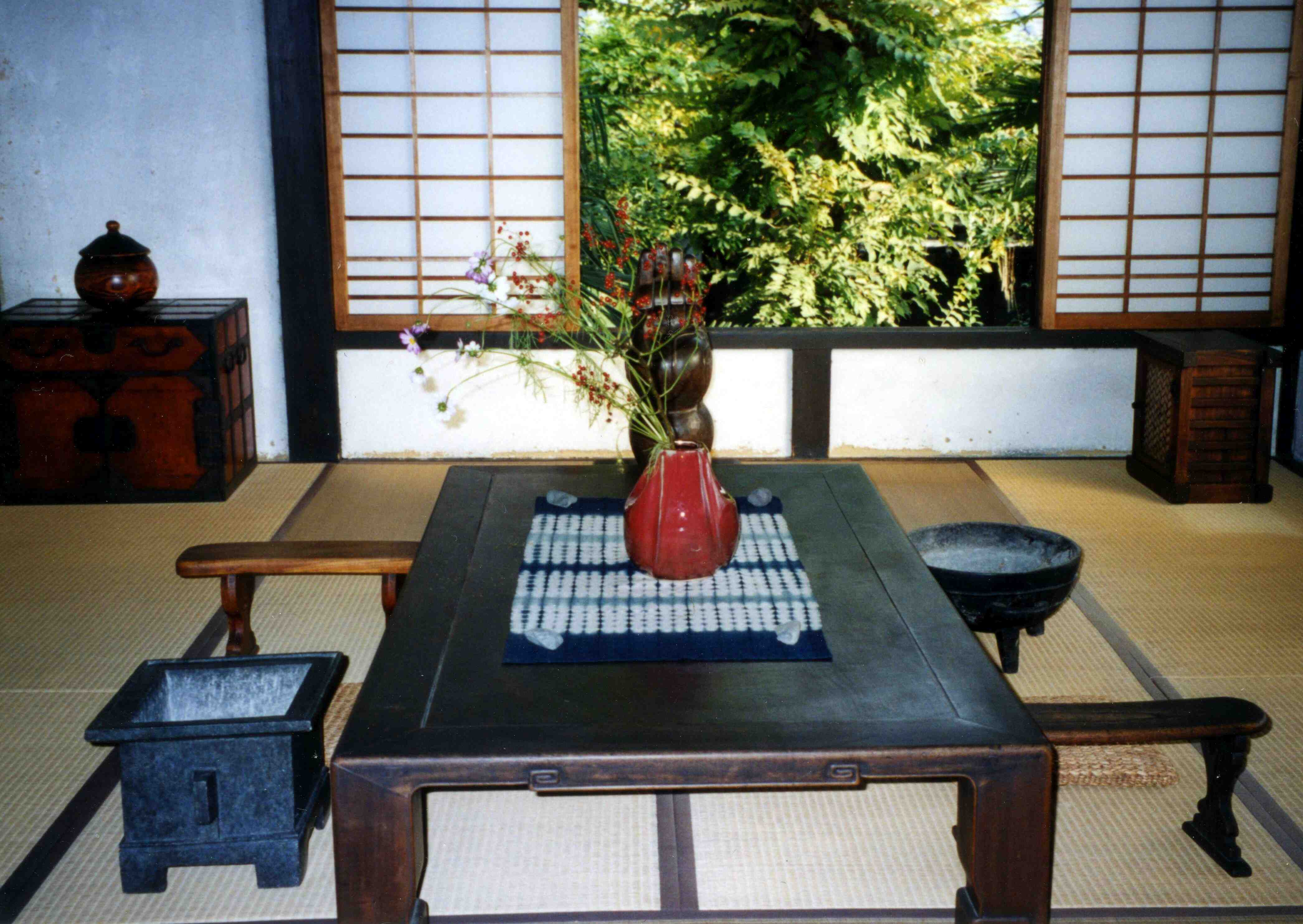
Le linee rette e pulite degli interni della residenza di Kanjiro Kawai a Kyoto incarnano la semplicità, una delle sette qualità proprie di shibusa.

Il termine shibusa (渋さ?) o shibui (渋い?) si riferisce al tipo più elevato di bellezza; esso coniuga insieme le caratteristiche contrastanti di “ruvidità” e di “raffinatezza”. Nel 1960 Yanagi Sōetsu, direttore del Museo di Arti e mestieri popolari di Tokyo, descrisse shibusa come avente sette qualità: la semplicità (ovvero qualcosa di austero, disadorno e non abbellito, in quanto qualcosa di complesso non può incarnare il concetto si shibusa; un buon esempio sono gli interni di una casa tradizionale giapponese), l'implicito (si riferisce al significato intrinseco o qualcosa di profondo che si deve avere se si vuole evitare di essere poco profondi o superficiali; un esempio è il giardino zen del tempio Ryōan-ji a Kyoto, il cui semplice assemblaggio fatto di sassi e ghiaia lascia libero spazio alle interpretazioni sul suo significato), la modestia (l'oggetto shibui non fa valere la sua presenza né sottolinea la personalità del suo artista o dell'artigiano, esso tende ad esaltare ciò che lo circonda piuttosto che se stesso), la tranquillità (oppure serenità, compostezza, sobrietà, calma e silenzio; un esempio è la cerimonia del tè, tra i cui elementi vi sono la ricerca della serenità e della pace: queste ultime vengono catturate in molte sculture buddiste, composizioni floreali, e in altre manifestazioni artistiche), la naturalezza (ciò che è shibui non può essere artificiale; l'imperfezione e l'asimmetria degli oggetti, i materiali naturali utilizzati e i colori definiti “fangosi”, sommessi e tranquilli hanno il compito di non attirare l'attenzione su di essi), la ruvidezza (gli oggetti shibui, in quanto naturali, sono spesso irregolari al tatto; tutto ciò che si trova in natura come la corteccia di un albero o un sasso muschiato soddisfa questa caratteristica) e la normalità (gli oggetti shibui devono essere lontani dalle anomalie, essi devono essere forti e robusti e ricalcare l'ideale della purezza, uno dei cardini dello Shintoismo; qualcosa di troppo complesso o lussuoso è sinonimo di anormalità).
Il concetto di shibusa, il quale esalta tutto ciò che non è finito, può andare in contrasto con il principio opposto della pedagogia tradizionale in cui ciò che viene lasciato incompiuto è visto come una debolezza o una carenza; l'“incompletezza” tipica di shibusa, tuttavia, è vista come una chiamata a partecipare piuttosto che come motivo di rimprovero. Inoltre la bellezza degli oggetti shibui non è una bellezza creata ad hoc dall'artista per ammaliare l'osservatore, bensì lo scopo del creatore è invitare egli a trarre la bellezza dagli oggetti al suo posto, elevando allo stato di artista l'osservatore stesso.

### Yohaku-no-bi
Yohaku-no-bi (余白の美? traducibile come “bellezza della pochezza”, oppure “bellezza di ciò che manca”) è un laconico ideale estetico diffuso principalmente nel periodo medioevale, dove le grandi tappezzerie incolori e i grandi spazi vuoti dei giardini del tempo facevano da padrone. Tuttavia yohaku-no-bi non è un ideale estetico incentrato a promuovere l'utilizzo del bianco (il termine è infatti traducibile anche come “bellezza del bianco in più”), esso si concentra soprattutto su ciò che è rimasto fuori da un'opera d'arte, piuttosto che su ciò che viene messo al suo interno. Questo ideale si ricollega sovente allo yūgen, condividendo il significato di “misterioso” e “imperscrutabile”.
Sebbene il termine indichi essenzialmente l'ideale estetico, yohaku-no-bi rappresenta anche uno dei pilastri del pensiero Zen, incentrato sul concetto di “vuoto” (kū) e sul “nulla” (mu). Il Buddismo Zen sostiene che il mondo fenomenico sia un'allusione, o il nulla stesso. Il pieno apprendimento di questa dottrina di pensiero è fondamentale per il raggiungimento dell'illuminazione.

### Ma

Un esempio di ma, inteso come "vuoto pieno di senso", utilizzato nell'arte: Shōrin-zu byōbu - parte sinistra di un dittico di Hasegawa Tōhaku, XVI sec. ca.

Ma è un termine che può essere tradotto come "intervallo", "spazio", "pausa" o "spazio vuoto tra due elementi strutturali". È un concetto estetico, filosofico e artistico, usato frequentemente anche nella quotidianità. Anch'esso si riallaccia alla filosofia buddhista, nella quale la dottrina del vuoto è centrale.
Il ma è l'elemento centrale di tutte le discipline artistiche orientali. Il vuoto può essere considerato la categoria estetica giapponese per eccellenza, un elemento implicito ma fondamentale di ogni opera d'arte: solo grazie alla sua presenza le varie forme artistiche possono realizzare pienamente il loro potenziale estetico e semiotico. E più che una ricerca della bellezza in sé, come scopo, è importante il percorso, la Via (道?, dō), ovvero il superamento della dualità pieno-vuoto: «Nella loro tradizione pittorica, i pittori giapponesi cercano di creare un "vuoto pieno di senso" attraverso l'utilizzazione dello spazio bianco». Il vuoto è quindi un elemento fondamentale al pari delle forme, delle cose "piene". Non è possibile pensare al pieno senza pensare al vuoto, entrambi sono necessari per creare un'opera d'arte.

### Kire

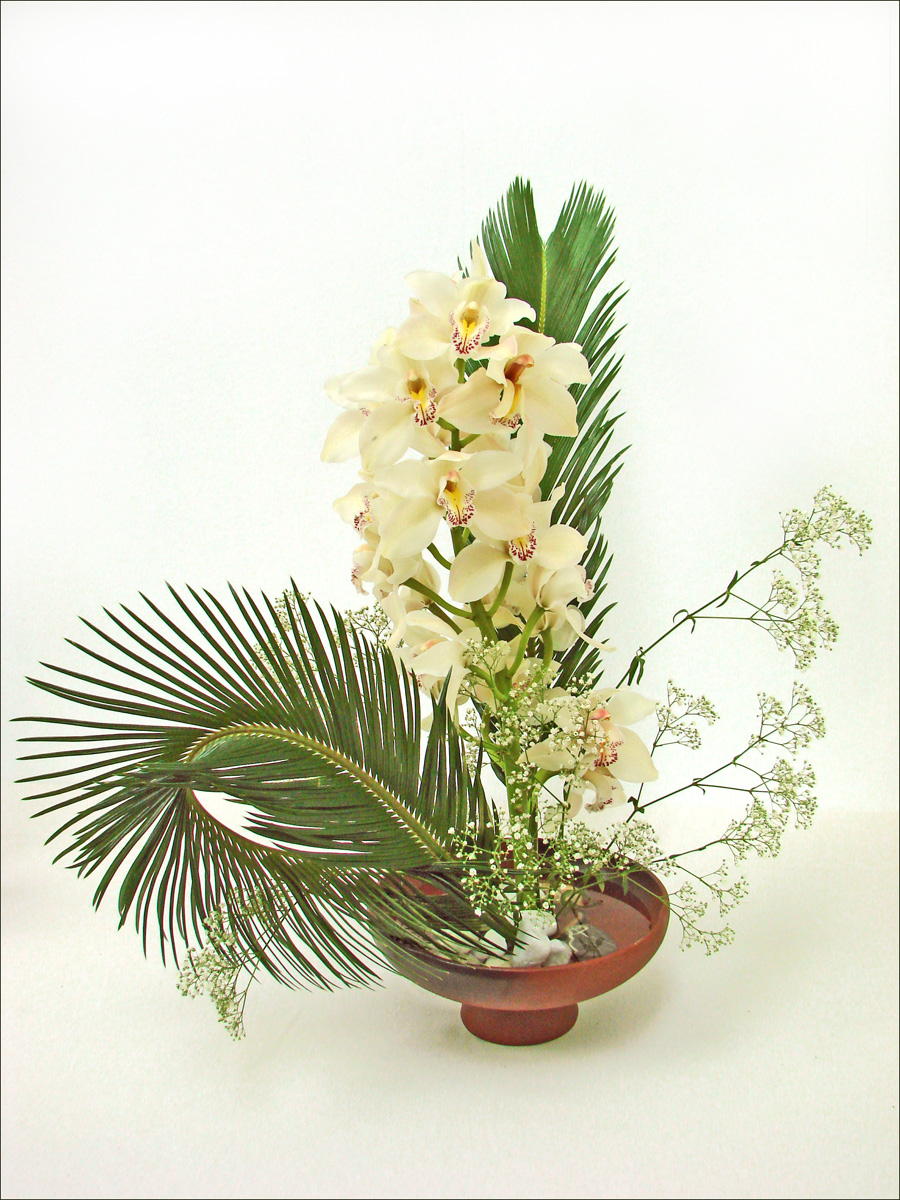
L'ikebana è l'arte giapponese della disposizione dei fiori recisi. Il termine significa letteralmente “fiore viventi” ma l'arte può essere indicata anche come la “via dei fiori” (華道, kadō) intendendo il cammino di elevazione spirituale secondo i principi dello Zen.

Un ideale che si discosta leggermente dai modelli tradizionali di estetica giapponese è quello del “taglio” (切れ?, kire) o “taglio-continuo” (切れ続き?, kire-tsuzuki). Il “taglio” è un'importante metafora di base della scuola Rinzai del Buddismo Zen, ed essa si riferisce all'essere “tagliati fuori” dalla vita di tutti i giorni, nel senso di “rinuncia” all'oppressione del superfluo.
Il concetto di kire trova la sua espressione principalmente nell'arte dell‘ikebana, dove la vita biologica del fiore viene “tagliata fuori” per lasciare che si esprima la vera natura del fiore stesso. L'ikebana inoltre dimostra a chi osserva l'opera che i fiori non sono “oggetti” statici, ma che essi possono essere spostati e tagliati a piacimento: tutto ciò tutto serve a ricordare all'osservatore che l'“impermanenza” è ovunque, in tutte le parti dell'ambiente, e in particolare all'interno di se stessi.
Il “taglio” appare anche nel kireji (切れ字? “parola tagliata”), un termine usato per una speciale categoria di vocaboli presenti in alcuni tipi di poesia giapponese. Esso è usato soprattutto nella poesia haiku, quando un'immagine viene “tagliata fuori” nello stesso tempo in cui si lega a quella successiva. Il più famoso kireji si trova nel primo rigo del più conosciuto haiku di Matsuo Bashō (1644-1694):
(Matsuo Bashō)
In questo caso la sillaba ya gioca un ruolo molto importante nello haiku. Succedendo le parole furu-ike (“uno stagno antico”) tale sillaba aiuta il poeta nella descrizione dello stagno, enfatizzando l'atmosfera silenziosa e cupa del posto in cui esso si trova rotta dal salto della rana, ed evitando descrizioni prolisse.
Anche il teatro Nō esemplifica la nozione del taglio-continuo attraverso i movimenti stilizzati degli attori del dramma: essi fanno scivolare il piede sul pavimento con le dita dei piedi sollevate, e poi “tagliano” il movimento abbassando velocemente le dita dei piedi sul pavimento, iniziando in quel preciso momento il movimento di scorrimento lungo il pavimento con l'altro piede; lo scrittore Kunio Komparu riassume questo concetto con la frase: «L'eleganza nasce quando la normalità viene abbreviata, concentrata e ridotta all'essenziale». Inoltre questa stilizzazione della camminata umana naturale richiama l'attenzione sulla natura episodica della vita, che si riflette anche nella pausa tra ogni respirazione di aria dei polmoni e l'inalazione successiva, rappresentando la condizione umana di equilibrio tra vita e morte.

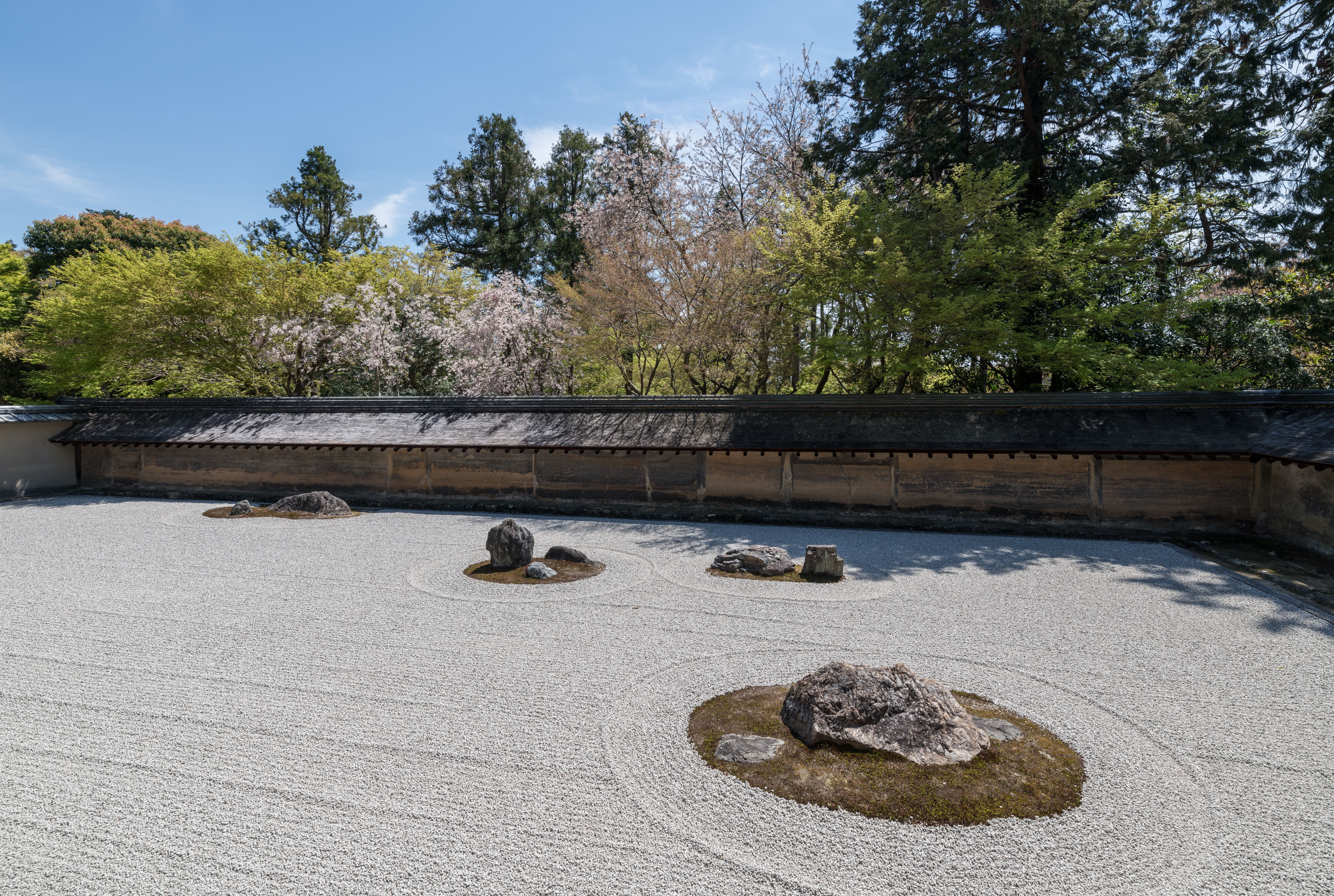
Il giardino zen di Ryōan-ji a Kyoto esemplifica il concetto di kire

Un altro esempio di questo concetto è il giardino zen di Ryōan-ji a Kyoto, uno dei giardini presenti sul suolo nipponico che più rappresenta lo stile tipicamente giapponese di karesansui (枯山水? “giardino secco”). La sua caratteristica principale è essere appunto “tagliato fuori” dal mondo naturale, tramite un muro che è comunque sufficiente basso per permettere una visione della natura circostante. All'interno del muro sono presenti quindici rocce (che rappresentano le montagne) adagiate su dei letti di muschio in un “mare” rettangolare di ghiaia bianca; ogni gruppo di rocce è separato (o “tagliato fuori”) dagli altri dalla distesa di ghiaia, e la separazione è rafforzata dalla tracce di rastrello che circondano ogni gruppo. L'effetto complessivo di questi “tagli” è quello di intensificare le linee invisibili di collegamento tra le rocce, le cui interrelazioni esemplificano una delle più importanti introspezioni buddiste, l'“origine dipendente”, in cui vita e ambiente sono inseparabili. La presenza del muro rende più evidente il contrasto tra movimento e immobilità: sopra e al di là del muro la natura è in movimento, mentre tutto il movimento visibile all'interno del giardino (come l'ombra proiettata dagli alberi) è apparente e illusorio. Vi è inoltre un forte contrasto tra la forma rettangolare dei confini del giardino e le forme irregolari e naturali delle rocce al suo interno.
Il karesansui, in quanto “tagliato fuori” dalla natura circostante, ha l'effetto di seccare la sua vita organica (kare significa appunto “secco”, “asciugato”) per cui le acque e montagne di Ryōan-ji (sansui significa “acque di montagna”)
appaiono a prima vista meno temporanei rispetto ai loro omologhi esterni, i quali manifestano i cambiamenti ciclici che sono ereditari nella vita biologica. Tuttavia, secondo i credi del Buddismo Zen, esse danno un'errata impressione di permanenza in quanto le rocce hanno una vita che si dispiega in sequenze temporali diverse da quelle umane, ma comunque soggette anch'esse alle condizioni di impermanenza di tutte le cose.

## Sviluppo contemporaneo

### Gutai

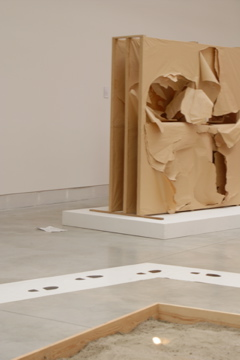
Esempio di arte gutai.

Il gruppo gutai (具体美術協会?, Gutai Bijutsu-Kyokai) è un'associazione artistica d'avanguardia giapponese fondata nel 1954 a Ashiya, tra Kōbe e Osaka, da Jirō Yoshihara (1902-1972), alla quale aderirono artisti quali Shōzō Shimamoto, Kazuo Shiraga, Akira Kanayama e Masatoshi Masanobu. Il termine gutai può essere tradotto in “concreto”, “concretezza” (inteso in opposizione al concetto di astratto o figurativo), “possibilità di rendere concreta la spiritualità attraverso la materia” e, secondo Shimamoto, il quale lo scelse come nome del gruppo, “personificazione” o “incarnazione”, riallacciandosi alle tematiche fondamentali dell'arte astratta occidentale del secondo dopoguerra.
Tale movimento artistico è caratterizzato da una spiccata ricerca della sperimentazione, riflettendo sull'arte i profondi mutamenti in atto nella società nipponica durante questo periodo storico. Il gutai rappresenta un gioco cinetico e interattivo fra l'artista e il mondo di cose e di sostanze che lo circonda, la cui icona più famosa è la performance del passing through, realizzata da Murakami Saburo nel 1956, in cui l'artista, vestito normalmente e con tanto di occhiali, si lancia attraverso una fila di tele di cartone lacerandole a mani nude. Il gruppo si sciolse nel 1972, dopo la morte del fondatore Yoshihara.

### Kawaii
Il termine kawaii (可愛い?) indica un tipo di estetica diffusasi in Giappone dall'inizio degli anni ottanta stante a indicare forme di intrattenimento, oggetti di moda, cibo, giocattoli, elementi dell'aspetto fisico e comportamenti tutti accomunati da fattezze e atteggiamenti considerabili “carini”, “amabili” o “adorabili”.
Essendo ormai diventato un fenomeno culturale, il concetto di “carino” è sempre più accettato in Giappone come parte della cultura giapponese e dell'identità nazionale. La cultura kawaii viene considerata come una cultura basata sull'amore e sull'armonia, oltre a essere considerato un termine che indica tutto ciò che è ben accetto e auspicabile in Giappone.

### Superflat
Superflat (super-piatto) è un movimento artistico postmoderno, fondato dall'artista Takashi Murakami, influenzato dalla cultura anime e manga. Murakami è stato spesso definito un artista pop e paragonato a Andy Warhol per il fatto di essersi lasciato ispirare apertamente dalla cultura di massa; tuttavia l'artista ha rivendicato la propria autonomia culturale, e dichiarato che i suoi riferimenti estetici sono essenzialmente legati alla cultura pop giapponese e alla subcultura otaku.
L'estetica superflat è un connubio di canoni estetici di bidimensionalità dall'arte del Giappone tradizionale e della cultura feticista e consumistica tipica degli otaku. Murakami ha definito lo stile superflat caratterizzato dall'integrazione di una grande varietà di elementi, della subcultura e della cultura giapponese come gli anime degli anni settanta, o provenienti dai dipinti del XVII secolo giapponese, dal kabuki e dallo jōruri di epoca Edo, fusi e “appiattiti” in immagini dalle superfici levigate e dai colori brillanti. I temi estetici da cui attinge Murakami sono amplificati ed esaltati a tal punto da far emergere, nella sua poetica, questioni apparentemente assenti nelle tematiche kawaii dell'immaginario otaku.